# Zelimchan Changošvili
Zelimchan Changošvili (gruzínsky ზელიმხან ხანგოშვილი, rusky Зелимхан Султанович Хангошвили, * 15. srpna 1976, Duisi, Gruzínská SSR – 23. srpna 2019, Berlín, Německo) byl etnický Čečenec z Gruzie, velitel čety armády Čečenské republiky Ičkerie během druhé čečenské války a vojenský důstojník armády Gruzie během rusko-gruzínské války. Ruská FSB jej považovala za teroristu a dne 23. srpna 2019 byl v berlínském parku Tiergarten v centru města, kde si v tu chvíli hrály děti, ruským agentem FSB Vadimem Krasikovem zastřelen střelou zblízka za bílého dne. Changošvili přitom v Německu žádal o azyl. 
Krasikov vystupoval pod falešnou identitou jako Vadim Sokolov. Německý soud ho odsoudil na doživotí a Německo vyhostilo dva ruské diplomaty, na což Moskva reagovala recipročně. Putin chtěl Krasikova opakovaně vyměnit za jiné zajatce, např. amerického novináře nebo údajně za opozičníka Alexeje Navalného.
K výměně Krasikova nakonec skutečně došlo, a to 1. srpna 2024 v rámci mezinárodní výměny vězňů, při níž se z Ruska dostali např. americký novinář Evan Gershkovich nebo ruští opozičníci Vladimir Kara-Murza a Ilja Jašin, odsouzení k dlouholetým trestům vězení.